# London and South Western Railway

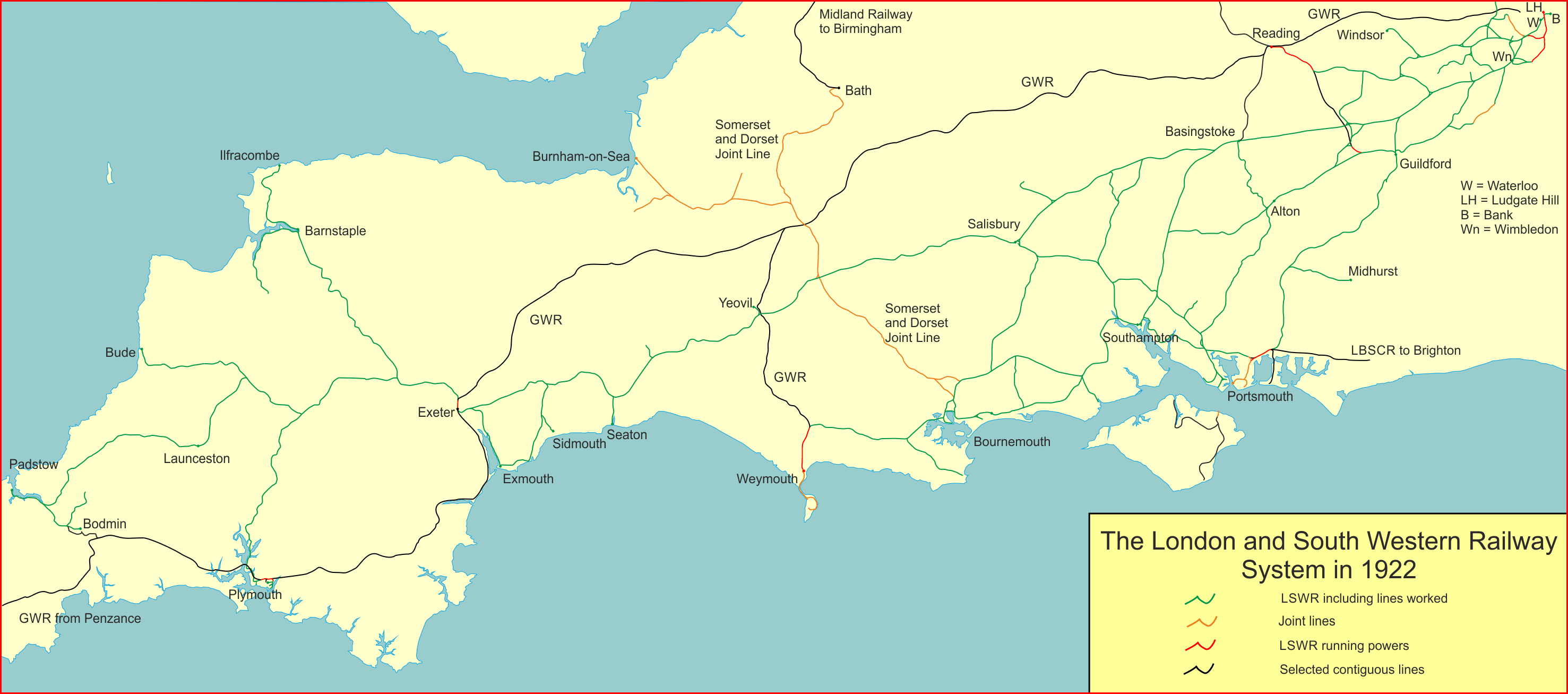
L&SWR-Netz bei seiner größten Ausdehnung 1922

London and South Western Railway (L&SWR, später auch LSWR) war eine Eisenbahn-Gesellschaft in England, die von 1838 bis 1922 bestand. Ihr Netzwerk erstrecke sich von London südwest- und westwärts bis Plymouth über Salisbury und Exeter mit Abzweigungen nach Ilfracombe und Padstow sowie über Southampton nach Bournemouth und Weymouth. Außerdem existierten viele Verbindungsstrecken zwischen Hampshire und Berkshire, einschließlich Portsmouth und Reading. Durch den Railways Act 1921, einem Gesetz zur Konsolidierung der britischen Eisenbahnen, wurde die L&SWR Teil der Southern Railway.
Die L&SWR hat in der Eisenbahnentwicklung außerordentlichen Leistungen erbracht wie beispielsweise die Elektrifizierung unterirdischer Strecken und die Einführung leistungsfähiger Signaltechnik.

## Ursprünge
Nach den Koalitionskriegen gab es eine große Übereinstimmung, die Sicherheit der Küstenschifffahrt zwischen Southampton und London zu verbessern beziehungsweise durch andere Systeme abzulösen. So wurden eine Reihe von Plänen angefertigt, die ein Kanalsystem zwischen den beiden Hafenstädten vorsahen. Zur gleichen Zeit entwickelten sich die technischen Möglichkeiten der Eisenbahn, die intensiv als Verbindung diskutiert wurden.
Ein früher Vorschlag für eine Eisenbahnverbindung kam von den beiden Parlamentariern Robert Johnson und Abel Ros Dottin, die aus Southampton stammten. Erste Pläne wurden am 23. Oktober 1830 veröffentlicht. Im Februar 1831 gab es ungeteilte Zustimmung der Vorschläge. Die Eisenbahn wurde als Southampton, London and Branch Railway and Dock Company vorgestellt, ihr Kapital von 1,5 Mio. £ in Anteile von £20 aufgeteilt. Außer der Stammstrecke Southampton–London sollte ein Ast nach Hungerford und Bristol reichen. Zur selben Zeit wurde die Great Western Railway (GWR) beworben; beide sollten schon bald Wettbewerber in der Eisenbahnverbindungen zwischen den Städten im Südwesten werden.
Zunächst wurde von Seiten der L&SWR nur die Strecke Southampton–London vorangetrieben, ungeachtet der kommerziellen Interessen der beiden an einem Bahnanschluss interessierten Städte Bristol und Bath. Zwei Streckenführungen wurden von dem vom Kanalbau kommenden Francis Giles in Erwägung gezogen, man entschied sich letztendlich für die nördlichere über Kingston, Woking und Winchester, weil damit bessere zukünftige Anschlussmöglichkeiten nach Bristol über Hungerford, Devizes und Bath gegeben waren.
Die Eisenbahn wurde unter dem Namen London and Southampton Railway (L&SR) per Parlamentsbeschluss am 25. Juli 1834 genehmigt.

## Eisenbahnbau

### Bau der Southampton-Strecke

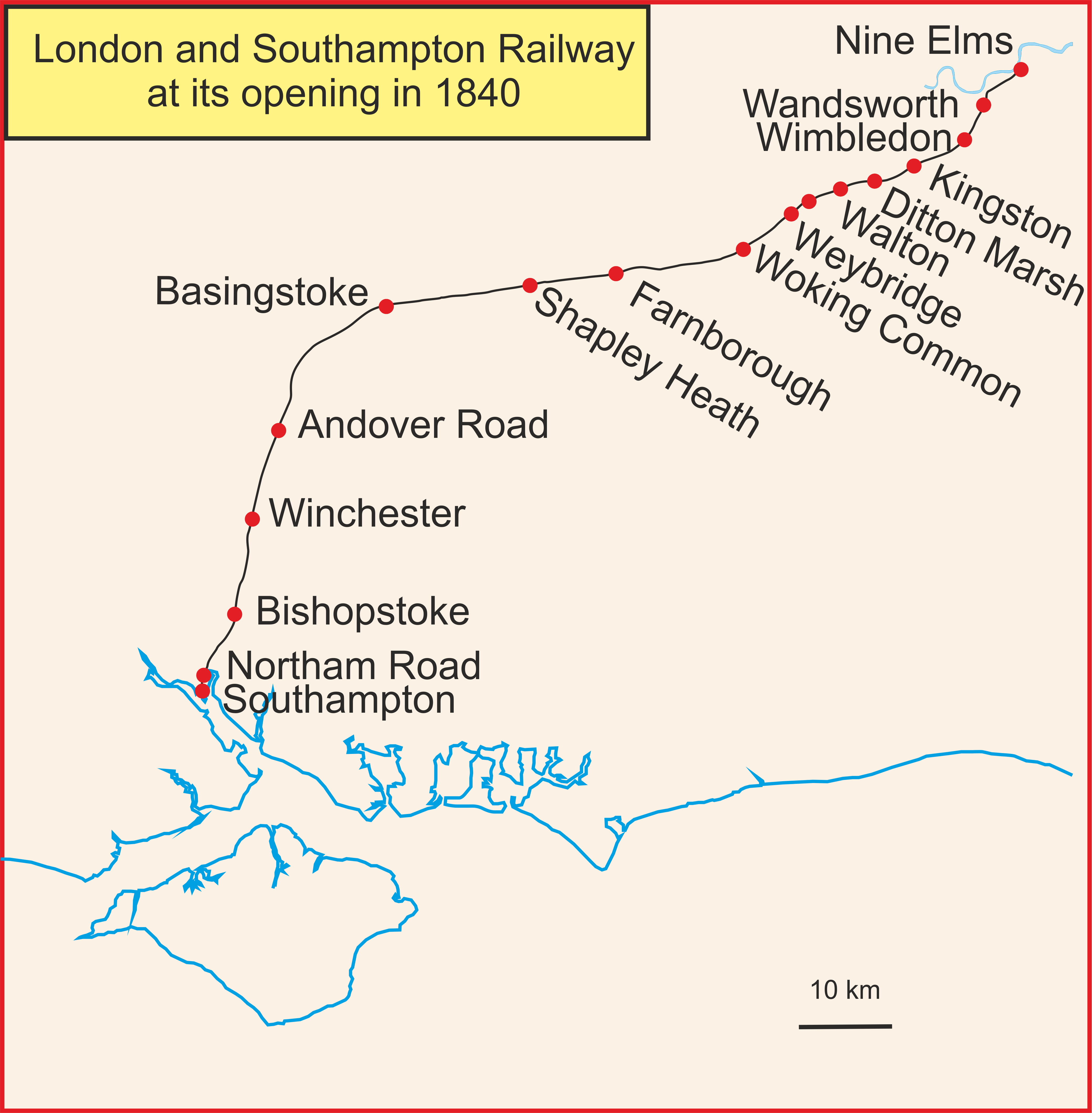
Bahnstationen entlang der ersten L&SWR-Strecke

Der Bau begann im September 1834 unter der Leitung von Giles. Wie er es vom Kanalbau gewohnt war, setzte er gleichzeitig mehrere kleine Gruppen von Arbeitern entlang der zukünftigen Strecke ein. Der Baufortschritt war schleppend und Giles war nicht in der Lage, den Kostenrahmen einzuhalten. Mit zunehmender Verzögerung stiegen die Kosten von veranschlagten £ 894.000 auf £ 1,5 Mio. Im Jahr 1837 waren Beauftragte des Parliaments genötigt, neues Geld zuzuschießen. Nach einer internen Untersuchung, die von einer Gruppe von Anteilseignern aus Lancashire veranlasst wurde, wurde Giles durch den Ingenieur Joseph Locke, einem Schüler Robert Stephensons, ersetzt. Dieser löste die meisten der kleinen Baustellen auf und beauftragte die etablierte Firma des kongenialen Thomas Brassey, was den Bau wesentlich beschleunigte.
Die Bahn wurde in Etappen eröffnet: der erste Abschnitt ging am 21. Mai 1838 von Nine Elms Railway station in London nach Woking Common (das später in Woking umbenannt wurde). Das Unternehmen änderte an diesem Tag seinen Namen in the London and South Western Railway Company.
Die restlichen Abschnitte öffneten:
- Woking nach Shapley Heath: 24. September 1838
- Shapley Heath nach Basingstoke: 10. Juni 1839
- Winchester zu einer provisorischen "Southampton"-Station an der Northam Road: 10. Juni 1839
- Basingstoke nach Winchester sowie zum neuen Southampton Terminus: 11. Mai 1840.

Der Streckenabschnitt zwischen Basingstoke und Winchester war der technisch anspruchsvollste, weil sowohl die Flüsse Loddon, Test und Itchen überquert, als auch vier Bergrücken untertunnelt werden mussten.

### Konkurrenz zur GWR
Bereits zwischen den ersten Erwägungen für den Bau der ersten Linie zwischen London und Southampton und deren Realisierung wurden von Seiten der Eigentümer und anderer Interessierter Überlegungen angestellt, andere Städte an die Linie anzuschließen, so beispielsweise im Gebiet von Bath und Bristol. Die Great Western Railway (GWR) plante ebenfalls, diese beiden Städte zu erreichen. Ein Parlamentsbeschluss vom 31. August 1835, der den Streckenbau für die GWR bewilligte, veranlasste die L&SWR, ihre Interessen stärker durchzusetzen. Kontinuierlich schaffte es die L&SWR und ihre "Gefolgschaft", Geländeanteile in diesem Gebiet zu erwerben und damit die GWR zu bekämpfen.

### Spurweiten-Streit

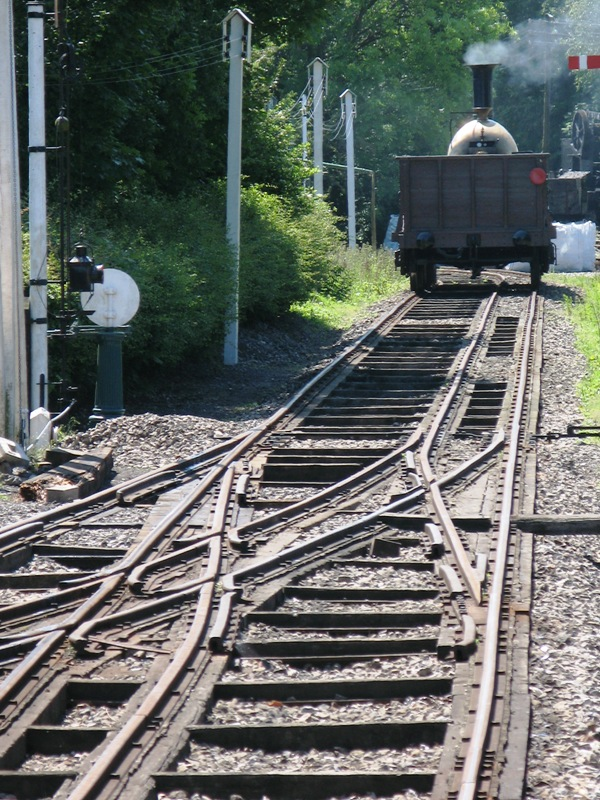
„Mixed gauge“ mit 2.140 mm und 1.435 mm

Die GWR baute in der von Sir Isambard Kingdom Brunel entwickelten 2140-mm-Breitspur, während die L&SWR auf die mit 1435 mm inzwischen als Normalspur bezeichnete Spurweite setzte. Eine gemeinsame Nutzung von Strecken war damit zunächst ausgeschlossen. Doch auch an den Nahtstellen zu anderen Gesellschaften hatte die GWR bereits die gleichen Probleme und war dort auf die Verlegung von Dreischienengleisen übergegangen. Dieser Wettstreit im Erschließen neuer Gebiete unter Maßgabe der Befriedigung von Aktionären, der Bewilligung des Parliaments und der technischen Realisierbarkeit zwischen der GWR und anderen „Normalspur-Gesellschaften“ ist unter dem Namen „Gauge-Wars“ (Spurweiten-Kampf) in die Geschichte eingegangen.
Die Britische Regierung hielt es für wirtschaftlich unsinnig, mehrere Spurweiten in einer Region zuzulassen. Deshalb wurde die Expertenkommission Five Kings gegründet und beim Board of Trade angesiedelt, die prüfen sollte, wie eine künftige Entwicklung auszusehen hätte und welche Gesellschaft in welcher Region zu bevorzugen wäre. Dies wurde im sogenannten Railway Regulation Act 1844 festgeschrieben.
Ab 1836 wurden Vorschläge unterbreitet, die Städte Exeter und Plymouth mit Normalspur zu erreichen, aber die „Breitspur-Gesellschaft“ Bristol & Exeter Railway, schaffte es, vor einer möglichen Einigung Exeter am 1. Mai 1844 an ihr Schienennetz anzuschließen.
Auch in anderen Regionen gab es verschiedene Wettstreite konkurrierender Gesellschaften um den Anschluss bestimmter Städte, die aber zum Teil auch auf dem Verhandlungswege getroffen wurden. 1844 wurden von der neu gegründeten Southampton and Dorchester Railway Vorschläge unterbreitet, eine Strecke von der L&SWR zu pachten. Man wurde jedoch nicht einig und im September 1844 wurde mit der GWR ein Vertrag geschlossen, ihr die Strecke zu vermieten unter der Voraussetzung, sie in Breitspur zu bauen. Die L&SWR baute daraufhin einen unabhängigen Strang, aber die „Five Kings-Kommission“ unterstützte die Southampton & Dorchester-Strecke. Am 16. Januar 1845 wurde schließlich eine Einigung zwischen L&SWR, GWR und Southampton & Dorchester erzielt, die für die Zukunft exclusive Einflussgebiete für den Bau vorsah. Als Teil dieser Vereinbarung gilt die Southampton and Dorchester-Strecke, die in Normalspur gebaut wurde und die es L&SWR ermöglichte über die GWR-Strecke nach Weymouth zu gelangen.

### Erste Streckenerweiterungen

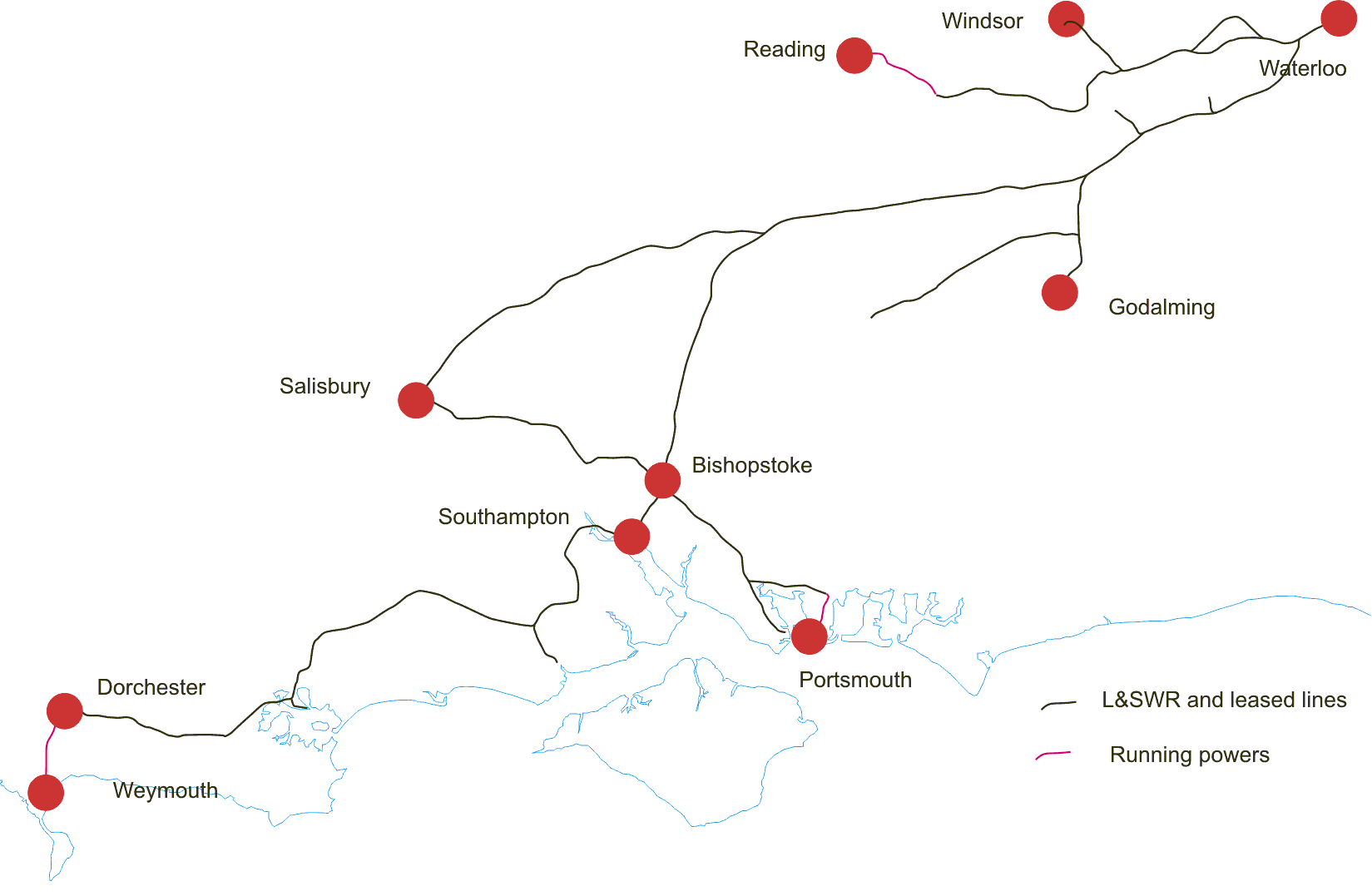
Das Streckennetz der L&SWR 1858

Die L&SWR errichtete in ihrer Anfangszeit auch einige Zweigstrecken, so zum Beispiel nach Salisbury (als Teil der Hauptrichtung nach Westen), nach Richmond, Gosport (als Beginn der Strecke nach Portsmouth) und nach Godalming.
1836 wurde von Seiten der L&SR ein Ast nach Bishopstoke (Eastleigh) zur Weiterführung nach Portsmouth vorgeschlagen, der sogenannten Portsmouth Junction Railway. Doch die Bevölkerung von Portsmouth wünschte eine direkte Strecke nach London und nicht ein Abzweig von der Hauptbahn nach Southampton. Das aber wurde nicht berücksichtigt.
Im Januar 1838 wurde schließlich eine direkte Linienführung nach London über Chichester, Arundel und Dorking vorgeschlagen. Die Befürworter hofften auf die L&SR, doch diese war wegen der Vorgänge zwei Jahre zuvor verärgert und lehnte ab. Außerdem war sie bereits dabei, von Westen her Portsmouth Harbour an ihr Netz anzuschließen. Als Konzession gegenüber Portsmouth wurde am 4. Juni 1839 der Name L&SR in London and South Western Railway geändert.

### Kopfbahnhöfe in London

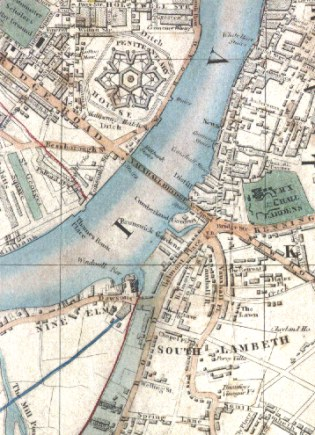
Lage des ersten Londoner Kopfbahnhofes

Londons erster Kopfbahnhof war Nine Elms am äußeren südwestlichen Rande der damaligen Stadtbebauung unmittelbar an der Themse. Das Gebäude war zum Fluss hin so ausgerichtet, dass es eine unmittelbare Weiterverladung auf Boote ermöglichte. Für Bahnreisende war der Zugang weniger praktisch, mussten sie erst den Fluss per Boot oder Straßenbrücke überqueren. Die Entfernung zum Trafalgar Square betrug etwa eine Meile.
Bereits ab 1836 wurde ein zentralerer Ort in Erwägung gezogen und mit dem Act of Parliament vom 31. Juli 1845 auch genehmigt. Als "Metropolitan Extension" gelang die nordöstliche Verlängerung der Bahnstrecke und einem bedeutend größeren Bahnhofsgebäude. Die genehmigte Bausumme betrug £ 950.000. Am ursprünglichen Kopfbahnhof wurde die Station Vauxhall eingerichtet sowie zwei kurze Seitenäste nach Waterloo Bridge Road und Hungerford Bridge. Unerfüllt hingegen blieb der Wunsch nach einem Zwischenstopp in der Nähe der City sowie der Fortführung des Endbahnhofes Waterloo Bridge.
Der ursprüngliche Eröffnungstermin für den neuen Bahnhof London Waterloo am 30. Juni 1848 konnte nicht eingehalten werden, da die Prüfer des Board of Trade zunächst einige der weitgespannten Brücken am östlichen Ende nicht genehmigten. Nach Durchführung von Belastungstests waren die Inspektoren zufrieden und die gesamte Strecke konnte zum 11. Juli 1848 eröffnet werden. Die Station Nine Elms wurde für den Frachtverkehr umgebaut.

### Westlich von Salisbury
Die Strecken der Exeter and Crediton Railway, die am 12. Mai 1851 eröffnet wurde, und die North Devon Railway – eröffnet am 1. August 1854 – wurden in den Jahren 1862/63 an die London and South Western Railway verpachtet und verselbständigten sich ab 1865. Der Abzweig Exeter and Crediton line wurde später zur West of England Main Line und stellte die eigentliche Stammstrecke der LS&WR zwischen London und Plymouth dar.
Die Rivalin Great Western Railway hatte Exeter bereits erreicht. Die L&SWR konnte zwar ihren eigenen Bahnhof in Betrieb nehmen, die sogenannte Queen Street-Station, heute Exeter Central, doch aufgrund der ungünstigen Geographie war die L&SWR gezwungen, eine Verbindung zum Bahnhof der GWR zu bauen, wo die Züge der L&SWR deren Hoheit unterstanden. 1871 öffnete von dieser Station aus die Linie nach Okehampton. Nach dem Bau des Meldon Viaduct erreichte sie 1876 Plymouth. Für das kurze Verbindungsstück zwischen den beiden Bahnhöfen in Exeter musste ein Tunnel gebaut werden, der eine sehr große Steigung hatte (2,7 %). Verursacht wurde dieses Problem, weil die GWR darauf bestand, dass alle Züge in Richtung bzw. von Okehampton in ihrem eigenen Bahnhof hielten. Schwer beladene Güterzüge benötigten drei kräftige Lokomotiven, um den Anstieg zu bewältigen. Züge beider Gesellschaften standen zur Abfahrt nach London am selben Bahnsteig in entgegengesetzter Fahrtrichtung.
In den Folgejahren baute die L&SWR weitere Zweigstrecken in Devon und Cornwall. 1874 wurde die Strecke nach Ilfracombe fertiggestellt, 1879 erreichte das Netz der L&SWR Holsworthy, 1898 Bude und 1899 mit Padstow seinen westlichsten Punkt, etwa 260 Meilen von London.
Die westlich von Exeter gelegenen Strecken wurden von Eisenbahnern oft als 'The Withered Arm' (übersetzt etwa: „Der verdorrte Arm“) bezeichnet, da der Ausbau wesentlich bescheidener ausfiel als weiter östlich, aber auch, weil der Streckenverlauf auf Landkarten wie viele lange Finger bzw. Äste an einem langen, ausgezehrten Arm aussah.

### Außerstädtische Linien

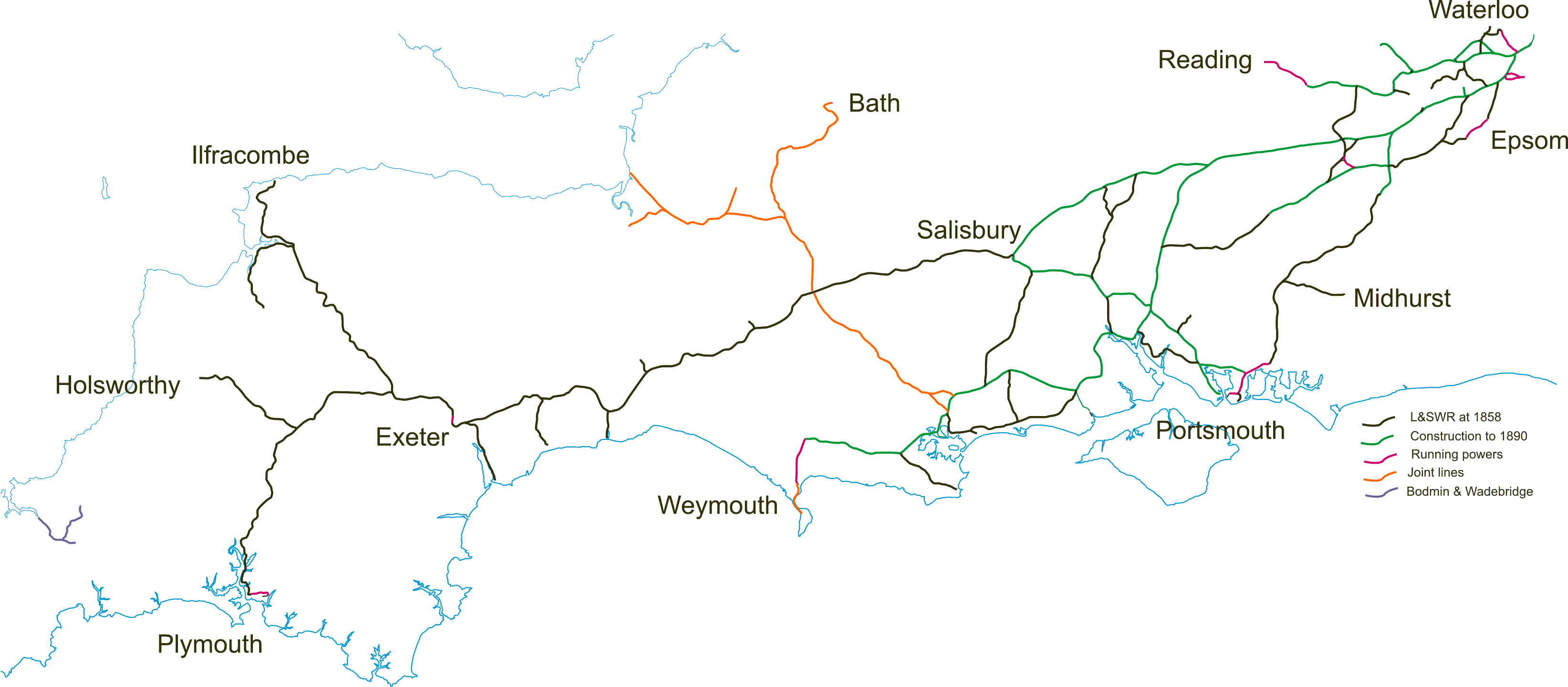
Streckendiagramm der L&SWR 1890

Nach der London and Greenwich Railway 1836 war die L&SWR zweite Britische Eisenbahngesellschaft, die gleich nach der Streckeneröffnung 1838 Berufspendlerverkehr einrichtete. In Royal Borough of Kingston upon Thames verhinderte die Verwaltung den Bahnbau unmittelbar am Ortsrand. So konnte die Bahnstation nur drei Kilometer außerhalb des Ortes gebaut werden. Sehr schnell entwickelte sich aufgrund des Erfolgs der Bahnlinie mit seiner schnellen und komfortablen Art, nach London zu gelangen, rund um den Bahnhof, anschließend auch an der Verbindungsstraße zwischen der Bahnstation und Kingston reger Wohnhausbau. Die neue Siedlung wurde Surbiton genannt, weil dort zuvor ein Bauernhof mit diesem Namen gestanden hatte, nachdem die Station kurze Zeit Kingston-on-Railway hieß. Die neue Siedlung lockte zahlreiche Arbeiter aus der Innenstadt an, die hier Ruhe und saubere Luft vorfanden, aber trotzdem leicht ihre Arbeitsstätten erreichen konnten. Der Verkehr von Surbiton nahm dermaßen zu, dass die L&SWR schon bald zusätzliche Züge zur Rushhour einsetzte und besondere Tarife nach Waterloo einführte.

### Strecken in Southamptonshire

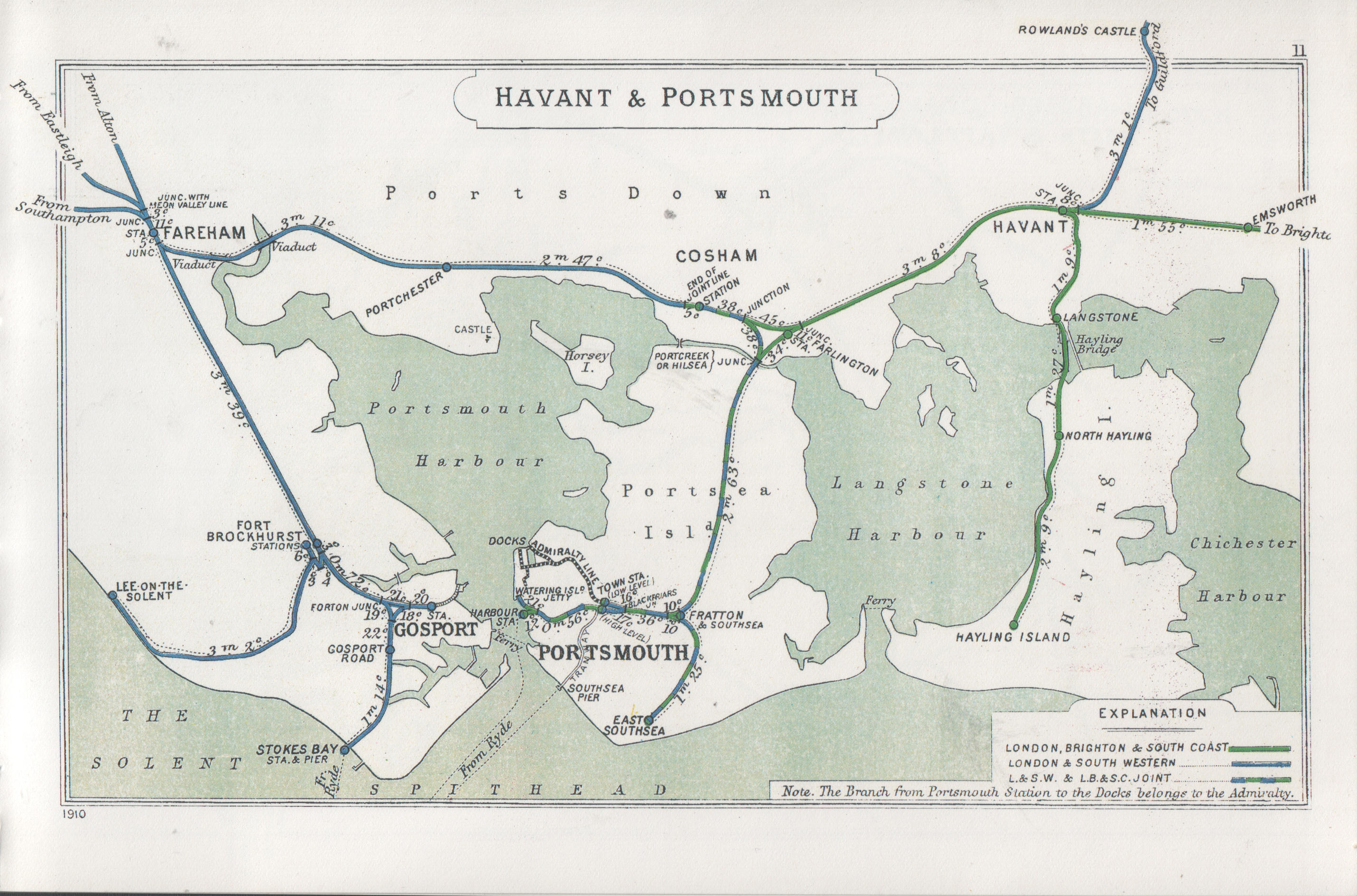
Topografie rund um Portsmouth

Die ursprüngliche South Western Main Line, die in Etappen zwischen 1838 und 1840 eröffnet wurde, verband die Städte des Southamptonshire Basingstoke, Winchester und Southampton, aber nicht die politisch und wirtschaftlich wichtigste Stadt, Portsmouth. Noch während des Baues der SWML versuchte die Gesellschaft, die Streckenführung entsprechend zu ändern.
1841 eröffnete die L&SWR zwei unabhängig voneinander gebaute Strecken, die eine Verbindung zur Stadt Gosport ermöglichte und nur gut einen Kilometer von Portsmouth Harbour entfernt war. Bei Eastleigh zweigte die Eastleigh to Fareham Line von der Hauptstrecke ab und verlief nahezu geradlinig zu Marktstadt und Hafen von Fareham. Hier traf die Strecke auf die neu gebaute Verbindung nach Gosport, wo ein Fährdienst nach Portsmouth bestand.
Die Situation eskalierte weiter, als die London, Brighton and South Coast Railway (LB&SCR), östliches Nachbarunternehmen der L&SWR, 1847 eine Trasse nach Portsmouth über Havant in Betrieb nahm. Im Jahr darauf baute L&SWR eine Verbindungsstrecke über Portchester nördlich Portsmouth Harbour, um die neue Trasse vor der Einmündung nach Portsmouth zu erreichen. Trotzdem war die Anbindung von Portsmouth an London noch immer sehr umständlich, weil indirekt, vor allem gegenüber der Verbindung über Brighton oder Southampton. Geschäftsleute und andere Wohlhabende in Portsmouth bekamen genügend Geld zusammen, um unter einer neuen privaten Gesellschaft eine direkte Route von der L&SWR-Station in Guildford zu bauen. Diese Route erreichte Havant 1850 und löste einen harten Kampf zwischen der LB&SCR und der L&SWR (die den Betrieb der unabhängig gebauten Strecke übernommen hatte) über die Zugangsrechte nach Portsmouth aus, sowohl juristisch als auch – zeitweise – körperlich. Ein Höhepunkt wurde 1859 im sogenannten Battle of Havant erreicht, indem die neue Portsmouth Direct Line von der L&SWR erworben wurde, die der Gesellschaft letztendlich eine zweite Hauptstrecke an die Südküste bescherte.
In der Zwischenzeit hatte im nördlichen Hampshire die Gesellschaft mit der Alton Line 1852 eine weitere Strecke gebaut. Anfangs war dies nur von einer eingleisigen Strecke bei Farnham aus geschehen, aber 1865 baute die SWML bei Brookwood über Aldershot eine Schnellbahntrasse. Die zunächst unabhängige Gesellschaft, die Alton, Alresford and Winchester Railway Company (AA&WR), die selbst bereits zwischen diesen beiden Orten 1865 eine Linie errichtet hatte und der L&SWR für deren Züge verpachtete, musste deshalb 1884 aufgeben und ging in der L&SWR auf.
1863 übernahm die Gesellschaft die Bishops Waltham Railway Company (BWR), die den Bishops Waltham branch zwischen diesem Ort und der L&SWRs Botley station an der Eastleigh to Fareham Line gebaut hatte, aber Konkurs ging. So übernahm L&SWR den Verkehr nach Bishops Waltham, wo eine große Ziegelfabrik ansässig war. Der Personenverkehr endete hier 1932, der Frachtverkehr 1962, also 99 Jahre nach ihrem Bau.
1866 baute die L&SWR einen kurzen Ast von Southampton nach Netley, um das neu erbaute, wahrscheinlich 1863 eröffnete Royal Victoria Military Hospital zu bedienen. 1876 wurde die Portsmouth Direct Line nach Süden erweitert und reichte jetzt bis Southsea und hatte dort Anschluss an den Marinestützpunkt von Portsmouth Harbour.

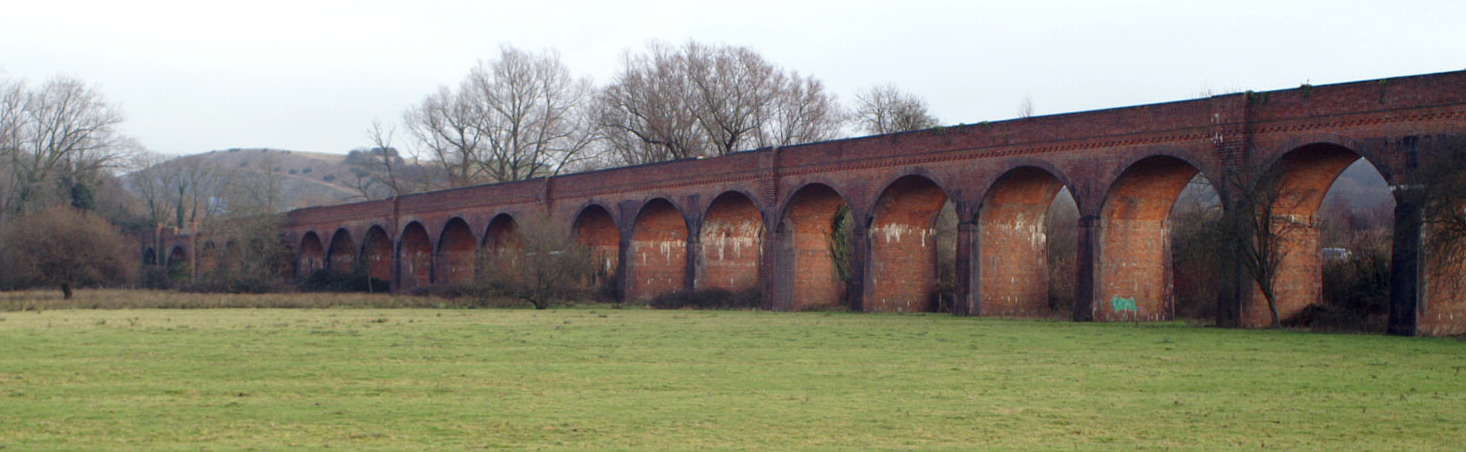
Hockley Railway Viadukt, 2005

Nachdem nun alle wichtigen Ortschaften und Plätze in Hampshire angeschlossen waren, wurde in den 1880er Jahren nur wenig gebaut. Die einzige erwähnenswerte Strecke war die Verbindung zwischen der Stammstrecke South Western Mainline (SWML) und der inzwischen neuerbauten Didcot, Newbury and Southampton Railway über das Hockley Viadukt, dem längsten in der Grafschaft sowie ein kurzer Abschnitt vom Netley-Ast nach Fareham über Swanwick, die die Lücke der West Coastway Line zwischen Southampton und Brighton 1889 schloss.

West Meon Station 1905. Die hölzerne Überbrückung wurde in den 1920er Jahren entfernt

Hampshire bekam in den 1890er Jahren dann noch einen kurzen, aber bedeutenden Eisenbahn-Neubau. 1894 wurde eine neue Strecke von Gosport nach Lee-on-the-Solent fertiggestellt, damit der wachsende Touristenverkehr zur Isle of Wight bewältigt werden konnte. Hauptaugenmerk der L&SWR war, die größten Wettbewerber, die Great Western Railway, davon abzuhalten, gleiches von Reading aus zu tun. Die Blockade geschah durch das Errichten von zunächst zwei unabhängigen Linien, die jedoch im jeweiligen Endbahnhof Alton Kopf machen mussten: Die Basingstoke and Alton Light Railway war die erste in Hampshire im Standard einer Nebenbahn gebaute Strecke (entsprechend dem Light Railways Act 1896). Die zweite war die 36 Kilometer lange, topografisch anspruchsvolle Meon Valley Railway, die Alton und Fareham verband, und die im Standard einer Hauptstrecke errichtet worden war. Sie wurden 1901 bzw. 1903 eröffnet und waren die letzten Streckeneröffnungen in Southampshire vor dem Zusammenschluss der Bahnen 1923.

## Eisenbahnausbau

### Elektrifizierung
1913 elektrifizierte die L&SWR unter der Leitung von Sir Herbert Ashcombe Walker, der ein Jahr zuvor von der London and North Western Railway gekommen war, eine erste Strecke. Walker wählte die 630-V-Gleichspannung-Stromschiene für städtische Nahverkehrsstrecken. Die Umsetzung geriet durch den Beginn des Ersten Weltkrieges etwas in Verzögerung, der Betrieb zwischen Waterloo und Wimbledon über East Putney wurde schließlich am 1. Oktober 1915 aufgenommen. Im Jahr darauf wurde auch die Strecke Hounslow Loop Line und Kingston Loop Line bedient. Dieses System war nicht mit dem bei der London, Brighton and South Coast Railway (LBSCR) eingesetzte 6600-V-25-Hz-Wechselspannung-Oberleitung kombinierbar. Nach der Zusammenlegung beider Gesellschaften 1923 wurde das bei der L&SWR bereits verwendete System auch auf den LBSCR-Strecken übernommen.

### Southampton Docks
Schon bei der Gründung der Gesellschaft wurde Interesse an den Southampton Docks geäußert. Das erste Trockendock war bereits gebaut und die Entwicklung des Hafens von Southampton wurde durch die Ankunft der Eisenbahn stark gefördert. Ab 1843 startete die L&SWR per Schiff Charterverkehr unter dem Namen New South Western Steam Navigation Company. Wenig später übernahm die L&SWR Schiffe und ab 1892 kaufte sie die Docks und führte den Schiffsverkehr zu noch stärkerem Wachstum mit dem Einsatz eigener Schiffe. (vergleiche Liste der betriebenen Schiffe).

### Vorsitzende des Board of Directors
- 1832–1833: Thomas Baring
- 1834–1836: John Wright
- 1837–1840: John Easthope
- 1841–1842: Robert Garnet
- 1843–1852: W. J. Chaplin
- 1853: Francis Scott
- 1854: Sir William Heathcote, Bt
- 1854–1858: W. J. Chaplin (erneut)
- 1859–1872: Captain Charles Mangles
- 1873–1874: Charles Castleman
- 1875–1892: The Hon. Ralph H. Dutton
- 1892–1899: Wyndham S. Portal
- 1899–1904: Lieut-Col. the Hon. H. W. Campbell
- 1904–1910: Sir Charles Scotter
- 1911–1922: Sir Hugh Drummond

### Generaldirektoren
- 1839–1852: Cornelius Stovin (als Trafficmanager)
- 1852–1885: Archibald Scott (als Trafficmanager 1852–1870)
- 1885–1898: Sir Charles Scotter
- 1898–1912: Sir Charles Owens
- 1912–1922: Sir Herbert Walker, KCB

### Leitende Ingenieure
- 1834–1837: Francis Giles
- 1837–1840: Joseph Locke
- 1840–1849: Albinus [Albino] Martin
- 1849–1853: John Bass
- 1853–1870: John Strapp
- 1870–1887: W. Jacomb
- 1887–1901: E. Andrews
- 1901–1914: J. W. Jacomb-Hood
- 1914–1922: Alfred W. Szlumper

### Beratende Ingenieure
- 1840–1849: Joseph Locke
- 1849–1862: John Edward Errington
- 1862–1907: W. R. Galbraith

### Chefingenieure

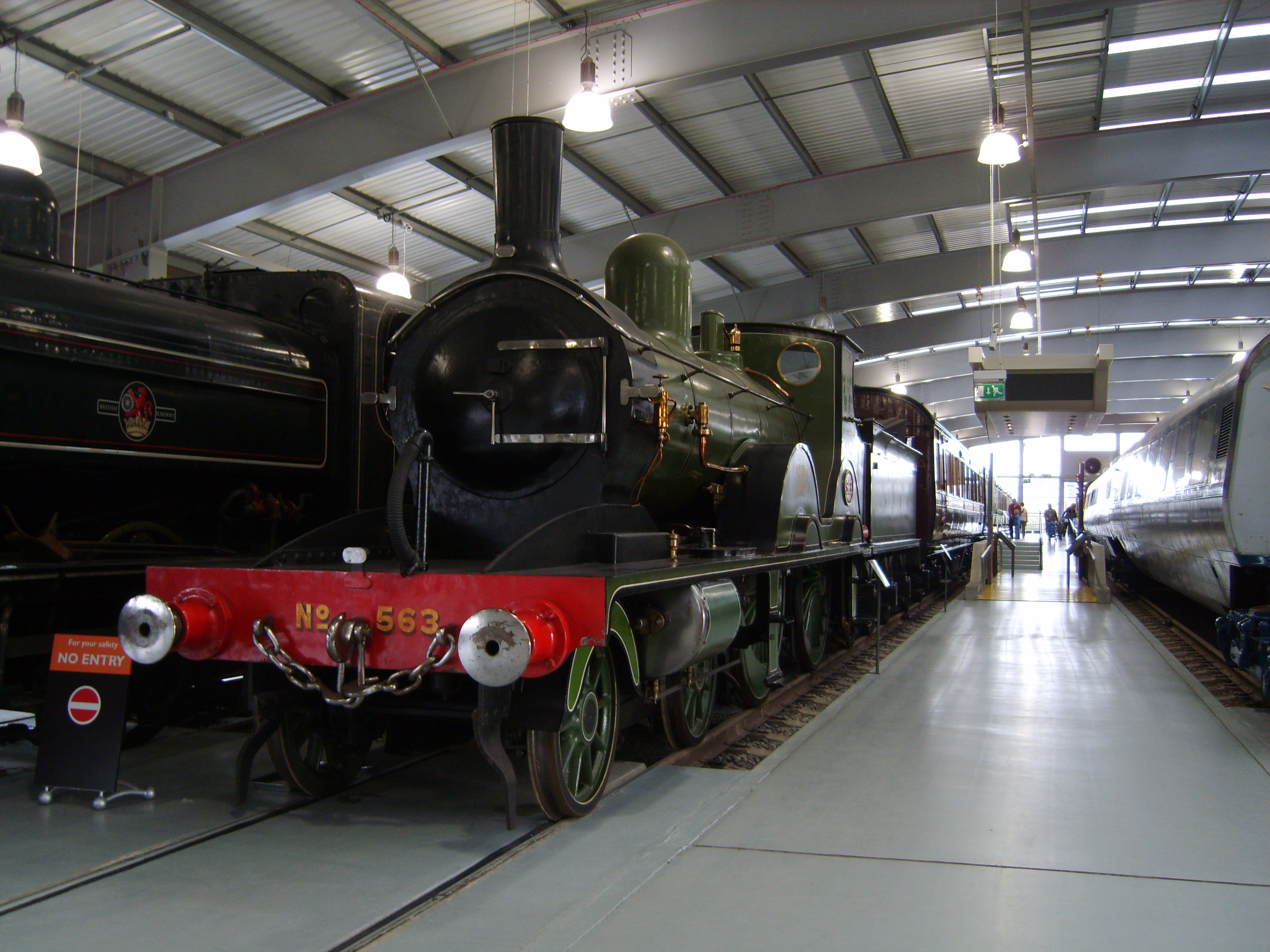
Adams T3 class Lokomotive No. 563, 1893 gebaut

- 1838–1840: Joseph Woods (Lokomotive Superintendent)
- 1841–1850: John Viret Gooch (Lokomotive Superintendent)
- 1850–1871: Joseph Hamilton Beattie (Lokomotive Superintendent)
- 1871–1877: William George Beattie (Lokomotive Superintendent)
- 1877–1895: William Adams (Lokomotive Superintendent)
- 1895–1912: Dugald Drummond (Lokomotive Superintendent, ab 1904 Chief Mechanical Engineer)
- 1912–1922: Robert Urie (Chief Mechanical Engineer)

#### Lokomotivfabrik
Seit 1838 nutzte die LSWR die Nine Elms Locomotive Works als Hauptwerkstätte und als Lokomotivfabrik. Unter Dugald Drummond zogen Hauptwerkstatt und Lokomotivfabrik im Jahr 1909 an einen neuen Standort in Eastleigh, nachdem in Nine Elms keine Erweiterungsmöglichkeiten mehr vorhanden waren.

#### Farbgebung als Corporate Design

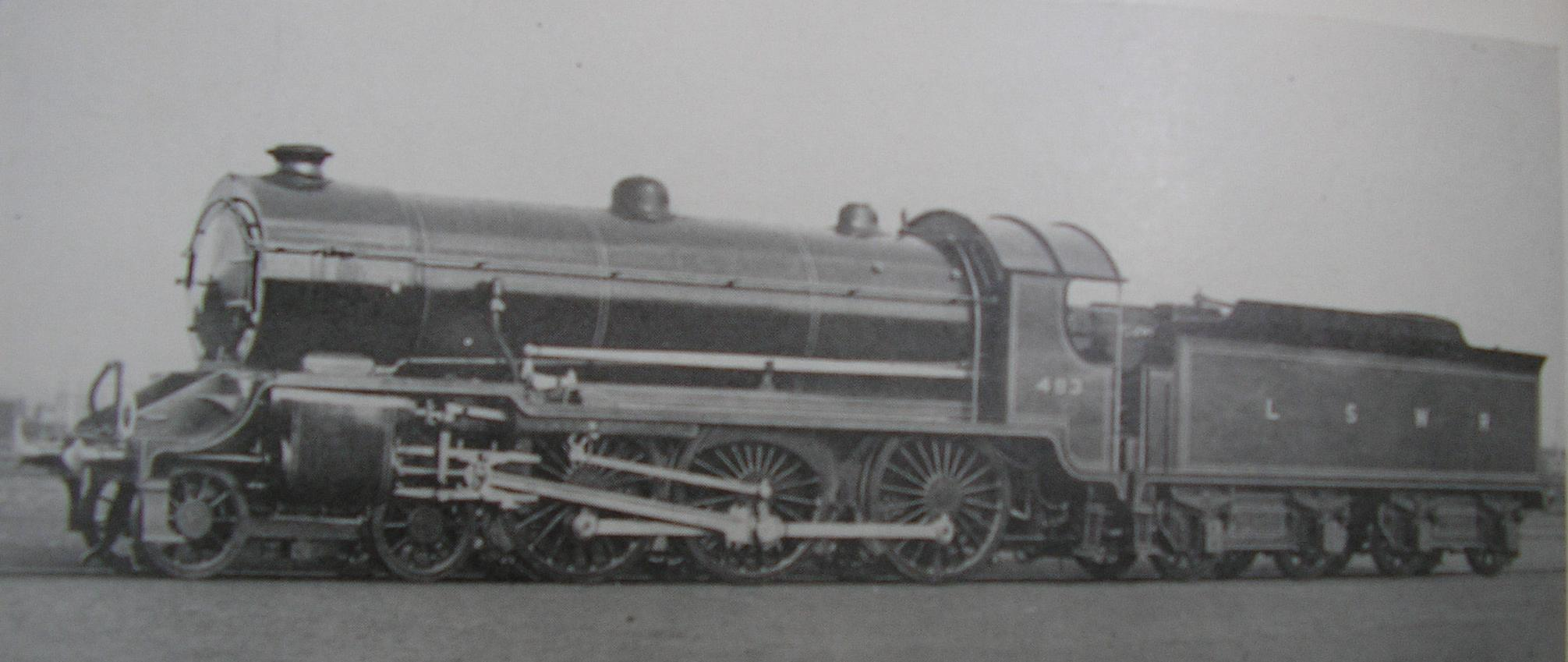
Urie H15 483, 1914

Im Laufe der Jahrzehnte wurde die Farbgebung der Lokomotiven immer wieder geändert. Die Namensgebung geht auf die in dieser Zeit tätigen leitenden Entwickler zurück.
- bis 1850 (John Viret Gooch)

- wenig Information verfügbar; ab 1844 waren die Lokomotiven wahrscheinlich dunkelgrün mit roten und weißen Linien, schwarzen Rädern und rote Pufferbohlen.

- 1850–1866 (Joseph Hamilton Beattie)

- Personenzugloks - indisch-rot mit schwarzer Außenverkleidung, innen weiß. Driving splashers und Zylinder weiß liniert. Schwarze Räder, Rauchkammer und Schornstein, zinnoberrote Pufferbohlen und Trittbretter.
- Güterzugloks - indisch-rot, ohne Linien. Ältere Einheiten blieben bis 1859 schwarz.

- 1866–1872 (Joseph Hamilton Beattie)

- Alle Einheiten dunkel schokoladenbraun mit 1-Zoll breiten schwarzen Bändern, innen weiß gerahmt, außen zinnoberrot gerahmt. Seitenwände der Tender in drei Felder unterteilt.

- 1872–1878 (William George Beattie)

- Helleres schokoladenbraun, auch purpurbraun genannt, mit der gleichen Linienführung. Ab 1874 wurden die weißen Linien durch ockergelb und zinnoberrot durch purpurrot ersetzt.

- 1878–1885 (William Adams)

- Amberbraun mit drei äußeren schwarzen Bändern und hellgrünen Linien innen. Kesselbänder schwarz mit weißen Enden. Pufferbohle zinnoberrot. Rauchkammer, Schornstein, Rahmen usw. schwarz.

- 1885–1895 (William Adams)

- Personenzugloks - mittelgrün mit schwarzen Kanten, die von einer dünnen weißen Linie abgeschlossen wurden. Kesselbänder ebenso.
- Güterzugloks - mittelgrün mit schwarzen Kanten, die von einer dünnen dunkelgrünen Linie abgeschlossen wurden.

- 1895–1914 (Dugald Drummond)

- Personenzugloks - royal green, schokoladenbraun umrandet, weiße Drillingslinie. Kesselbänder schwarz umrandet mit weißem 3-Zoll breiten Streifen auf jeder Seite. Zylinder mit schwarzen Streifen und weißer Umrandung. Rauchfang, Schornstein, Außenrahmen, Spitzen der splashers, Passagierplattform usw. schwarz. Innen Fensterrahmen hellbraun. Pufferbohle zinnoberrot; Kabineninterieur pinienfarben.
- Güterzugloks - mittelgrün, Kanten in schwarz und mit hellgrüner Linie versehen. Kesselbänder schwarz mit hellgrünen Kanten.

- 1914–1917 (Robert Urie)

- Personenzugloks - olivgrün mit „Drummond-lining“.
- Güterzugloks - mittelgrün mit schwarzen Kanten und weißen Linien.

- 1917–1922 (Robert Urie)

- Personenzugloks - olivgrün mit schwarzen Kanten und weißen Enden.
- Güterzugloks - mittelgrün, bis 1918 oft ohne Linien.

#### Beschriftung als Corporate Design
Neben der Farbgebung war auch die Beschriftung Teil des Corporate Design. Dampflokomotiven waren ab 1887 mit dem relativ kleinen Schriftzug "L&SWR" versehen. Ab 1896 war die Gesellschaft auf der Suche nach einem neuen Schriftzug und in den Folgejahren waren verschiedene Beschriftungen zu sehen. Man findet auf Fotos aus dieser Zeit sowohl "L&SWR", als auch "SWR" sowie "S.W.R." und "LSW". Ab 1906 wurden dann einheitlich die Buchstaben "LSWR" in viel größerer Schrift verwendet. Zusätzlich wurde ab 1885 ein geschwungenes Monogramm mit den ineinander verschlungenen Buchstaben LSWR auf einigen Personenzuglokomotiven angebracht.

## Fahrzeuge
Im Juni 1888 war die Gesellschaft im Besitz von 548 Dampflokomotiven, 2952 Personen- und 8513 Güterwagen. Bis 1905 stieg der Bestand auf 736 Dampflokomotiven und 18 404 Personen- und Güterwagen an.

## Schiffe
Die L&SWR unterhielt eine große Anzahl von Schiffen. Im Laufe der Jahre entwickelte sich die Schifffahrt zu einem wichtigen betriebswirtschaftlichen Betätigungsfeld.
| Schiff        | Erwerb | Tonnage (GRT) | Bemerkungen/Verbleib |
| ------------- | ------ | ------------- | --- |
| Alberta       | 1900   | 1,236         | 1930 an Griechenland verkauft. |
| Alice         | 1857   | 635           | 1869 von Caledonian Railway erworben, 1887 verschrottet.                                                                                      |
| Alliance      | 1855   | 400           | 1900 Schiffbruch. |
| Alma          | 1894   | 1,145         | 1912 der Eastern Shipping Co Ltd. verkauft |
| Ardena        | 1915   | 1,092         | Ex-Peony, 1919 erworben und in Ardena umbenannt. 1934 an Griechenland verkauft.                                                               |
| Brittany      | 1864   |               | Schiffbruch 1900 |
| Brittany      | 1910   | 618           | Gekauft von London, Brighton and South Coast Railway 1912. Umbenannt in Aldershot 1933. 1936 an Italien verkauft, dort in Hercules umbenannt. |
| Caesaria      | 1910   | 1,505         | 1928 an Isle of Man Steam Packet Company verkauft, dort in Manx Maid umbenannt.                                                               |
| Cherbourg     | 1873   |               | 1930 abgewrackt |
| Colombia      | 1894   | 1,178         | 1912 nach Spanien verkauft, dort in Sitges umbenannt.                                                                                         |
| Courrier      | 1847   | 255           | 1885 verschrottet. |
| Diana         | 1876   | 745           | Schiffbruch bei Saint-Malo 1895. |
| Dora          | 1889   | 813           | 1901 an Isle of Man Steam Packet Company verkauft. Dort in Douglas umbenannt, bereits das dritte Schiff dieser Gesellschaft mit diesem Namen. |
| Ella          | 1881   | 820           | 1913 an die Shipping Federation verkauft. |
| Express       | 1847   | 256           | Verschrottet 1859. |
| Fannie        | 1859   | 635           | 1869 erworben von der Caledonian Railway. 1880 verschrottet.                                                                                  |
| Frederica     | 1890   | 1,059         | 1911 an die Türkei verkauft, dort in Neylofer umbenannt.                                                                                      |
| Guernsey      | 1874   |               | 1915 Schiffbruch an der französischen Biskaya.                                                                                                |
| Hantonia      | 1912   | 1,560         | 1952 verschrottet. |
| Havre         | 1856   | 372           | Schiffbruch 1875. |
| Hilda         | 1882   | 820           | Schiffbruch 1905 bei Saint-Malo, 105 Menschen verloren ihr Leben.                                                                             |
| Honfleur      | 1874   |               | 1911 verkauft. |
| Laura         | 1885   | 641           | 1927 verkauft an die Bahamas und in City of Nassau umbenannt.                                                                                 |
| Lorina        | 1918   | 1,504         | Bombentreffer in Dünkirchen 1940. |
| Lydia         | 1890   | 1,059         | 1920 an T Sales Ltd verkauft. |
| Normandy      | 1910   | 618           | 1912 von der London, Brighton and South Coast Railway gekauft. Torpedotreffer am 25. Januar 1918 und gesunken bei Kap La Hague.               |
| Normannia     | 1911   | 1,567         | Bombardiert in Dünkirchen 1940. |
| Princess Ena  | 1906   | 1,198         | 1915 im Ersten Weltkrieg requiriert und Verwendung als Q-Schiff. Nach dem Krieg zurückgegeben. 1935 „Feuer an Bord“ vor Jersey und gesunken.  |
| Sarnia        | 1910   | 1,498         | 1918 vor Alexandria torpediert und gesunken.                                                                                                  |
| South Western | 1843   | 204           | 1863 verkauft. |
| South Western | 1874   | 657           | 1918 torpediert und gesunken. 24 Personen verloren dabei ihr Leben                                                                            |
| Southampton   | 1860   | 585           | 1897 zum Abwracken verkauft. |
| Stella        | 1890   | 1,059         | 1899 vor den Kanalinseln gesunken mit über 100 Menschen an Bord.                                                                              |
| Vera          | 1898   | 1,136         | 1933 verschrottet |
| Victoria      | 1896   | 709           | 1919 an die Türkei verkauft, später Griechische Eigner. 1937 verschrottet.                                                                    |
| Waverley      | 1865   | 593           | 1868 von der North British Railway gekauft. 1873 abgewrackt.                                                                                  |
| Wolf          | 1863   | 731           | 1871 erworben. 1896 zum Einsatz als Krankenhausschiff verkauft.                                                                               |
| Wonder        | 1844   | 250           | 1873 abgewrackt. |

Die Gesellschaft betrieb ebenfalls eine Reihe von Schiffen von der Isle of Wight aus mit Verbindung zur London, Brighton and South Coast Railway.
| Ship                 | Launched | Tonnage (GRT) | Notes |
| -------------------- | -------- | ------------- | --- |
| Duchess of Connaught | 1884     | 342           | 1910 verschrottet. |
| Duchess of Edinburgh | 1884     | 342           | 1910 verschrottet. |
| Duchess of Fife      | 1899     | 443           | November 1929 bei Bolnes verschrottet. |
| Duchess of Kent      | 1897     | 399           | 1933 an New Medway Steam Packet Co Ltd verkauft und in Clacton Queen umgetauft. November 1935 verkauft an Mersey & Blackpool Steamship Co Ltd und in Jubilee Queen umgetauft. Im Juli 1936 an Jubilee Shipping Co and then S B Kelly verkauft. Im Juni 1937 bei Barrow-in-Furness verschrottet.                   |
| Duchess of Norfolk   | 1911     | 381           | Von der Royal Navy 1919 als Duchess of Norfolk requiriert. 1920 zurückgegeben. 1937 an Cosens & Co Ltd verkauft und in Embassy umbenannt. Von der Royal Navy 1939 erneut requiriert und in HMS Ambassador umgetauft. 1945 zurückgegeben und wieder in Embassy zurückbenannt. 1967 bei Boom, Belgium verschrottet. |
| Duchess of Richmond  | 1910     | 354           | Am 28. Juni 1919 auf eine Mine gelaufen und gesunken. |
| Lymington            | 1882     | 204           | |
| Mayflower            | 1866     | 69            | Von Solent Steamship Co Ltd im Juli 1884 gekauft. 1910 verschrottet |
| Princess Margaret    | 1893     | 260           | |
| Solent               | 1902     | 161           | |
| Victoria             | 1881     | 366           | 1900 verschrottet bei Bolness. |

## Trivia
- Der längste Tunnel ist Honiton Tunnel 1.353 yd (1.237,2 m); außerdem gab es noch sechs weitere Tunnel, die länger als 500 yd (457,2 m) waren.
- Die L&SWR und die Midland Railway waren gemeinsam Eigner der Somerset and Dorset Joint Railway.